# Джейсън Кушак
Джейсън Мариано Кушак (на френски: Jason Mariano Kouchak) е класически пианист, композитор и певец от Франция.
Изнася концерти и се занимава със социални дейности и благотворителност главно във Франция и Великобритания, също и в Япония, Сингапур, Хонг Конг.

## Ранен живот
Роден е в Лион, Франция. Потомък е на адмирал Александър Колчак, командващ в руската Бяла гвардия.
Получава образованието си в Уестминстърското средно училище, учи класическо пиано в Кралския колеж по музика и Единбургския университет.

## Кариера и творчество
Джейсън Кушак има 5 издадени албума, като 2 албума са записани в студиото „Аби Роуд“. Появявал се е по британската (Би Би Си) и японската телевизия (Ен Ейч Кей), изпълнявайки собствени музикални композиции. Имал е турнета по света като класически пианист, включително в Хонконг, Сингапур и Япония.
Свирил е в Роял Фестивал Хол (Лондон), Плейел (Париж), Мариински театър (Санкт Петербург), изнасял е солови концерти по време на Едингбургския международен фестивал.
Други изпълнения са „Луната е в моето сърце“, аранжирана за Джулиан Лойд Уебър и Цзясин Ченг в клуба по изкуства „Челси“ по повод гала концерт за 60-ия рожден ден на Андрю Лойд Уебър и Шопен по повод 200-годишнината от неговото рождение заедно с певицата и актриса Илейн Пейдж през 2010 година.
Той също така пее в кабаретата Cafe de Paris и Cafe Royal.
Джейсън е участвал в литературен фестивал в Хале през 2012 г. с участието на Том Стопард. През същата година изнася соло концерт на откриването на Лондон Чес Класик. През 2012 г. става музикален директор за 20-годишнината на Фестивала на френския филм в Обединеното кралство в Лондон и Единбург, изпълнявайки произведения на Шопен в Британското посолство в Париж.

## Музикални изяви
През 1990 г. е гостуващ артист на 60-ия рожден Ден на принцеса Маргарет в хотел „Риц“, появява се като гост-пианист на премиерата на „Хамлет“ от режисьора Франко Дзефирели през същата година.
Кушак изпълнява своя интерпретация на „Сакура“ за император Акихито в лондонския музей „Виктория и Албърт“ през 1998 година. Свирил е на благотворителна акция за заметресението в Кобе през 1995 година. Тази изява е записана заедно с Джулиан Лойд Уебър в албума му на „Cello Moods“ и е представена от олимпийския фигурист Юка Сако през 1999 година.
През 2011 и 2013 г. Кушак изпълнява руската песен „Темная ночь“ (Dark Is the Night).
Той изпълнява „Шехерезада“ на официалната церемония по откриването на Emirates Airline Festival of Literature през март 2015 г.както и композира официалната песен на фестивала за2016.

## Обществена дейност
Кушак организира 2 детски площадки за гигантски шах в Холанд Парк, Лондон заедно с шахматиста Стюарт Конквест през 2010 г., както и в Единбург през 2013 г..
Участва в създаването на шахматен комплект „Алиса в Страната на чудесата“ по илюстратора Джон Тениъл.
Композира официалната песен на шахматната благотворителна организация „Върви напред“ на КСК.
Кушак основава детски хор „Цубаса“ през 2011 г., който поставя началото на фестивала Мацури. Като участник във фестивала изпълнява произведението „Юпитер“ от сюитата „Планетите“ на Густав Холст по повод юбилея на Кралицата през 2012 година на площад „Трафалгар“, Лондон.
През 2016 г. неговата композиция от шах и балет е изпълнена в Британския музей както и в Ню Йорк . Тази композиция отбелязва ролята на жените като кралици в шахмата.

## Дискография
- Comme d'Habitude (2011)[1]
- Midnight Classics (2008)[1]
- Forever (2001)[1]
- Watercolours (1999)[1]
- Première Impression (1997)[1]
- Cello Moods (Сакура)